# Armando Maita
Armando Maita (ur. 18 stycznia 1994) – wenezuelski judoka. 
Startował w Pucharze Świata w 2011 i 2013. Triumfator igrzysk Ameryki Południowej w 2010. Wicemistrz igrzysk Ameryki Środkowej i Karaibów w 2010, a także igrzysk boliwaryjskich w 2013. Brązowy medalista mistrzostw panamerykańskich w 2013 i 2014. Drugi na mistrzostwach Ameryki Południowej w 2013 roku.